# Franz Brunner (piłkarz ręczny)
Franz Brunner (ur. 21 marca 1913, zm. 22 grudnia 1991) – austriacki piłkarz ręczny, medalista olimpijski.
Uczestnik letnich igrzysk olimpijskich. Na igrzyskach w Berlinie (1936) zagrał w dwóch spotkaniach. Były to dwa wygrane pojedynki przeciwko reprezentacji Węgier (11-7) i Rumunii (18-3). Brunner nie zdobył żadnych bramek. Ostatecznie reprezentacja Austrii zdobyła srebrny medal, przegrywając z ekipą gospodarzy. 